# Don’t Wanna Fall in Love
Don’t Wanna Fall in Love ist eine 1990 erschienene Single der kanadischen Popsängerin Jane Child aus ihrem Debütalbum Jane Child. Der Song stieß bis auf Platz 2 in den US-amerikanischen Billboard-Charts vor, was es zu ihrem erfolgreichsten macht. Gleichsam konnte sich ihr Album in den US-Charts auf 49 platzieren.

## Inhalt
Der Song behandelt eine selbstbewusste Frau, die sich nicht mehr in ihren Lover verlieben möchte, da er sie „erschrecke“. Im Musikvideo sieht man die Sängerin im aufwendigen Styling durch New York City tanzen.

## Verwendung
2008 coverten die Pussycat Dolls das Lied und veröffentlichten es als Bonustrack auf dem Album Doll Domination.
2013 wurde der Song im Computerspiel Grand Theft Auto V für den Sender Non Stop Pop FM genutzt.

## Titelliste
CD1
1. Don’t Wanna Fall in Love (LP Version) – 4:08
2. Don’t Wanna Fall in Love (Remix/Edit) – 4:21
3. Don’t Wanna Fall in Love (12" Remix) – 7:51

CD1/Vinyl
1. Don’t Wanna Fall in Love (12" Remix) – 7:51
2. Don’t Wanna Fall in Love (Dub It) – 5:11
3. World Lullabye (Edit) – 3:04

Vinyl1
1. Don’t Wanna Fall in Love (12" Remix) – 7:51
2. Don’t Wanna Fall in Love (Beatapella) – 6:22
3. Don’t Wanna Fall in Love (Dub It) – 5:01
4. Don’t Wanna Fall in Love (Dub It Again) – 4:32
5. Don’t Wanna Fall in Love (Instrumental) – 4:01

Vinyl2
1. Don’t Wanna Fall in Love (Remix/Edit) – 4:21
2. World Lullabye (Single Edit) – 3:04